# ويليم فان اليست
ويليم فان اليست (16 مايو 1627 - في أو بعد 1683)، رسام هولندي في العصر الذهبي الذي كان متخصص في اللوحات لا تزال لوحات الحياة مع الزهور أو لعبة.

## روابط خارجية
- Website on Willem van Aelst in Delft
- Online gallery and literature at PubHist
- Vermeer and The Delft School, a full text exhibition catalog from The Metropolitan Museum of Art, which contains material on Willem van Aelst